# José María Ceballos Vega
José María Ceballos Vega (Pámanes, Liérganes, Cantàbria, 7 de setembre de 1968) és un exfutbolista càntabre i actual preparador de porters de les seccions inferiors del Racing.

## Trajectòria
Jugava en la demarcació de porter i el seu primer equip va ser el Club Deportivo Cayón, després va passar al Racing juvenil i posteriorment al Rayo Cantábria (entre 1987 i 1989), antic filial del conjunt en el qual va transcórrer la pràctica totalitat de la seva carrera esportiva, el Racing de Santander, en el qual va estar durant catorze temporades consecutives entre 1989 i 2003 (nou en Primera, quatre en Segona i una en Segona B). És el jugador que més partits ha disputat amb l'equip càntabre, amb el qual va aconseguir dos ascensos a Primera i un a Segona.
Per altra banda, va ser convocat per a formar part de la selecció de futbol de Cantàbria. El 18 de setembre de 2008 va realitzar el servei d'honor en el partit de debut en la Copa de la UEFA del Racing de Santander enfront del FC Honka Espoo juntament amb Luis Aldomar, Emilio Amavisca, María Ángeles Alsúa i Francisco Pernía.

## Carrera esportiva
| Club                     | Temporada                | Lliga | Lliga | Copa  | Copa | Promoció | Promoció | Total | Total |
| Club                     | Temporada                | Part. | Gols  | Part. | Gols | Part.    | Gols     | Part. | Gols  |
| ------------------------ | ------------------------ | ----- | ----- | ----- | ---- | -------- | -------- | ----- | ----- |
| Rayo Cantabria Espanya   | 1987/88                  | -     | -     | -     | -    | -        | -        | -     | -     |
| Rayo Cantabria Espanya   | 1988/89                  | -     | -     | -     | -    | -        | -        | -     | -     |
| Rayo Cantabria Espanya   | Total                    | -     | -     | -     | -    | -        | -        | -     | -     |
| Racing Espanya           | 1989/90                  | 37    | -     | 1     | -    | -        | -        | 38    | -     |
| Racing Espanya           | 1990/91                  | 32    | -     | 5     | -    | 6        | -        | 43    | -     |
| Racing Espanya           | 1991/92                  | 28    | -     | 4     | -    | -        | -        | 32    | -     |
| Racing Espanya           | 1992/93                  | 36    | -     | 3     | -    | 2        | -        | 41    | -     |
| Racing Espanya           | 1993/94                  | 37    | -     | 1     | -    | -        | -        | 38    | -     |
| Racing Espanya           | 1994/95                  | 38    | -     | 1     | -    | -        | -        | 39    | -     |
| Racing Espanya           | 1995/96                  | 41    | -     | -     | -    | -        | -        | 41    | -     |
| Racing Espanya           | 1996/97                  | 40    | -     | 4     | -    | -        | -        | 44    | -     |
| Racing Espanya           | 1997/98                  | 36    | -     | 1     | -    | -        | -        | 37    | -     |
| Racing Espanya           | 1998/99                  | 27    | -     | 3     | -    | -        | -        | 30    | -     |
| Racing Espanya           | 1999/00                  | 21    | -     | 1     | -    | -        | -        | 22    | -     |
| Racing Espanya           | 2000/01                  | 34    | -     | 2     | -    | -        | -        | 36    | -     |
| Racing Espanya           | 2001/02                  | 9     | -     | -     | -    | -        | -        | 9     | -     |
| Racing Espanya           | 2002/03                  | 10    | -     | -     | -    | -        | -        | 10    | -     |
| Racing Espanya           | Total                    | 426   | -     | 26    | -    | 8        | -        | 460   | -     |
| Total en la seua carrera | Total en la seua carrera | 426   | -     | 26    | -    | 8        | -        | 460   | -     |